# Hùng Đàm Lãng
Hùng Đàm Lãng (chữ Hán: 熊昙朗, ? - ?) người Nam Xương, Dự Chương, nhân vật quân sự cuối nhà Lương đầu nhà Trần.

## Cuộc đời

### Dối trá khôn lường
Đời đời là dõng dõi có tiếng tăm trong quận. Đàm Lãng phóng túng không giữ gìn, có sức mạnh, mặt mũi rất lớn.
Loạn Hầu Cảnh nổ ra, ông tụ tập thiếu niên, chiếm cứ huyện Phong Thành làm căn cứ, bọn giặc cướp phần nhiều xin quy phụ. Tương Đông vương Tiêu Dịch lấy Đàm Lãng làm Ba Sơn thái thú.
Kinh Châu thất thủ, Đàm Lãng có binh lực hùng mạnh, cướp bóc khắp nơi, khiến dân chúng phải trốn vào núi, trở thành 1 tai họa lớn.
Hầu Thiến trấn thủ Dự Chương, ông bề ngoài phục tòng, bên trong lại ngầm ám hại. Khi Hầu Phương Nhân phản Thiến, Đàm Lãng chính là chủ mưu. Thiến thất bại, ông bắt được ngựa, xe, trai, gái rất nhiều.
Khi Tiêu Bột khởi binh, Âu Dương Ngỗi làm tiền quân, Đàm Lãng theo Ngỗi cùng đi Ba Sơn tập kích Hoàng Pháp Cù, lại báo cho Cù cùng phá Ngỗi, ước rằng "việc xong thì chia cho tôi ngựa, xe". Khi ra quân, cùng Ngỗi kết thành thế ỷ giốc mà tiến, nói với Ngỗi rằng "Dư Hiếu Khoảnh muốn tập kích chúng ta, nên chia nhau đề phòng hắn, mà giáp trượng của tôi thì ít, không thể làm được!" Ngỗi đưa hơn 300 bộ giáp đến cho ông.
Khi đến dưới thành, đôi bên giao chiến, Đàm Lãng bỏ trận địa, Pháp Cù thừa cơ tấn công. Ngỗi mất trợ thủ, khốn đốn thua chạy, ông bắt lấy ngựa, xe của ông ta mà về.
Trần Định ở Ba Sơn cũng tụ binh lập trại, Đàm Lãng vờ gả con gái cho con trai của Định, lại nói với Định "Chu Địch, Dư Hiếu Khoảnh sẽ không đồng ý với cuộc hôn nhân này, nên dùng binh mạnh để đón dâu" Định bèn đem theo 300 giáp binh và 20 thổ hào đi đón dâu, đến nơi, ông bắt giữ bọn họ, thu lấy giáp binh, ngựa, xe, rồi đòi tiền chuộc.
Năm Thiệu Thái thứ 2 (556), Đàm Lãng đã là Nam Xuyên hào soái, theo lệ được làm Du kỵ tướng quân. Được ban chức Trì tiết, Tiêu mãnh tướng quân, Quế Châu thứ sử, lĩnh Phong Thành lệnh. Từng làm Nghi Tân, Dự Chương 2 quận thái thú.
Vương Lâm sai Lý Hiếu Khâm theo Dư Hiếu Khoảnh đánh Chu Địch ở Lâm Xuyên, Đàm Lãng đưa quân giúp Chu Địch. Năm ấy, nhờ công được làm Trì tiết, Thông trực tán kị thường thị, Ninh viễn tướng quân, phong Vĩnh Hóa huyện hầu, thực ấp 1000 hộ, cấp một bộ Cổ xuy. Tiếp tục có công chống lại Vương Lâm, được thụ Bình tây tướng quân, Khai phủ nghi đồng tam tư, còn lại như cũ.

### Phản Trần thất bại
Khi Chu Văn Dục đánh Dư Hiếu Mại ở Dự Chương, Đàm Lãng đến giúp Văn Dục. Văn Dục thua trận, Đàm Lãng bèn sát hại ông ta, hưởng ứng Vương Lâm. Ông bắt hết bộ hạ của Văn Dục, chiếm huyện Tân Cam, lấy sông làm thành.
Vương Lâm đông hạ, Trần Văn đế hạ lệnh chinh thảo Nam Xuyên. Giang Châu thứ sử Chu Địch, Cao Châu thứ sử Hoàng Pháp Cù muốn men sông đối phó, Đàm Lãng bèn chiếm thành, bày thuyền hạm để ngăn trở. Bọn Chu Địch soái quân ở Nam Trung đắp thành vây lấy ông, cắt đứt đường đi lại với Vương Lâm.
Khi Vương Lâm thua chạy, bộ hạ của Đàm Lãng nản lòng, bọn Địch hãm được thành, bắt được hơn vạn nam nữ. Ông chạy vào trong thôn, bị thôn dân chém chết, truyền đầu về kinh sư. Cả họ bị giết, lớn nhỏ đều không bỏ qua.